# Quest for Galaxia
Quest for Galaxia is een videospel voor de platforms Commodore Amiga. Het spel werd uitgebracht in 1993. De speler bestuurt een ruimteschip dat alleen zijwaarts kan verplaatsen. De speler wordt aangevallen door ruimteschepen van de tegenstander die hem proberen neer te schieten. De tegenstanders komen in clusters. Voor elk neergeschoten vliegtuig ontvangt de speler punten.